# Переворот 9 сентября
Переворот 9 сентября (болг. Деветосемтемврийски преврат) — насильственный захват центральной и местной власти в Царстве Болгария, организованный оппозиционной политической коалицией «Отечественный фронт» и осуществлённый в ночь с 8 на 9 сентября 1944 года.
Переворот был совершён через три дня после объявления Советским союзом Болгарской операции и в условиях частичной оккупации страны Красной армией. Переворот был спешно организован и осуществлён небольшой группой младших офицеров (всего в акции участвовало около 450 человек, подавляющее большинство из которых были солдатами, действовавшими по приказу) и включал в себя захват нескольких зданий в пределах ограниченного периметра в самом центре Софии.
В ходе переворота правительство Константина Муравиева, сформированное несколькими днями ранее, было свергнуто, и к власти пришло правительство Отечественного фронта (ОФ) во главе с Кимоном Георгиевым. ОФ захватил власть в Болгарии с помощью поддерживающих его формирований Болгарской армии, а также при поддержке партизан из прокоммунистической Народно-освободительной повстанческой армии (НОВА). Новое правительство заключило перемирие со странами Антигитлеровской коалиции. Болгария, изменив свою геополитическую ориентацию, вступила во Вторую мировую войну на стороне противников гитлеровской Германии. Болгария попала в сферу влияния СССР, а в обществе произошли масштабные политические, экономические и социальные изменения.

## Название
В официальной историографии в период НРБ событие именовалось по-разному, что отражало различия в его оценке в контексте марксистской идеологии. Уже на пленуме ЦК БКП в январе 1948 года событие 8−9 сентября оценивалось по-разному – как восстание, буржуазно-демократическая революция или социалистическая революция. На пленуме возобладало мнение, сформулированное  Георгием Димитровым: «9 сентября – это национальное восстание, имеющее глубоко революционный характер… Это не буржуазно-демократическая революция, потому что у нас нет феодальных пережитков. Это и не народная революция, потому что это означает буржуазную революцию. Мы идём по социалистическому пути сейчас, а не с 9 сентября».
В более поздней коммунистической литературе, основываясь на широком участии людей в демонстрациях, стачках и насильственных действиях, переворот называли «народным восстанием», а также «социалистической революцией» — как поворотным моментом в политике и началом радикальных социалистических реформ. По некоторым данным, термин «народное восстание» использовался до 1971 года, а «социалистической революцией» он назывался до начала декоммунизации в 1989 году.
После 10 ноября 1989 года в Болгарии это событие чаще всего называют государственным переворотом, заключавшемся в захвате власти, хотя он и ознаменовал начало серии радикальных изменений, приведших к установлению в стране длительного тоталитарного режима.

## Предыстория
Весной 1944 года Советский Союз направил Болгарии требование об открытии своих консульств в Русе и Бургасе, что вызвало правительственный кризис. Формирование нового правительства было поручено Ивану Багрянову, имевшему репутацию политика, не связанного с Германией. Он планировал восстановить конституцию и разорвать союз с Германией, заручившись поддержкой Болгарской рабочей партии (БРП) и советского посла Александра Лаврищева. В первоначальный состав правительства входил коммунист Дончо Костов. Однако несколько дней спустя по приказу Георгия Димитрова коммунисты дистанцировались от кабинета министров и возобновили партизанскую войну.
8 августа 1944 года премьер-министра направил Стойчо Мошанов с дипломатической миссией в Анкару, чтобы встретиться с британским послом и обсудить возможности выхода Болгарии из войны. Болгарское правительство проинформировало об этом советское посольство в Софии Сталин принял решение о самостоятельных военных действиях, и 23 августа маршал Жуков по специальному заданию, предварительно встретившись с Георгием Димитровым, вылетел на 3-й Украинский фронт для подготовки его к войне с Болгарией. Чуть позже Георгий Димитров передал Сталину просьбу Политбюро ЦК Болгарской народно-освободительной армии о поставке современного оружия для готовящегося «вооружённого восстания», и 26 августа советские самолёты в течение трёх ночей сбросили в районе сёл Добро-Поле и Црна-Трава несколько сотен десантников, вооружённых автоматами, пулемётами и гранатами.
После успехов Красной армии в Ясско-Кишинёвской операции и государственного переворота в Румынии, после которого Румыния объявила войну Германии, руководство Болгарии во главе с Богданом Филовым приняло меры для скорейшего отдаления страны от Германии. 26 августа, под угрозой наступления Красной армии, правительство Ивана Багрянова объявило о нейтралитете Болгарии в войне. Немецким войскам было приказано покинуть страну, а тех, кто откажется, следовало разоружить. В тот же день ЦК БРП издал циркуляр № 4, призывающий к «всенародной борьбе и повстанческому движению», не уточняя их способов. Тогда же ведущие деятели Отечественного фронта встретились с регентами и пытались убедить их сформировать правительство под руководством ОФ.
С другой стороны, поскольку Болгария не находилась в состоянии войны с СССР, болгарское правительство тайно начало в Египте сепаратные мирные переговоры с Великобританией и США, с которыми страна находилась в состоянии войны. Таким образом правительство надеялось добиться ввода британских войск, готовившихся к высадке в Греции и Болгарии. Переговоры встретили сопротивление со стороны Советского Союза, что завело их в тупик. 2 сентября Багрянов подал в отставку в надежде, что новое правительство сумеет предотвратить наступление Красной армии на Болгарию.
2 сентября было сформировано коалиционное правительство с участием основных оппозиционных и антигерманских партий во главе с Константином Муравиевым. Отечественному фронту было предложено четыре места в этом кабинете, но он отказался от участия в нём и продолжил активную подготовку к военному перевороту. Новое правительство продолжало попытки переориентации внешней политики: 4 сентября разорвало союз с Германией, начало разоружение немецких войск на территории страны и освободило политзаключённых.
В тот же день немецкие войска захватили штаб болгарского оккупационного корпуса в Нишка-Бане и штабы болгарских дивизий, оккупировавших Сербию. 5 сентября правительство Муравиева обсуждало объявление войны Германии. Однако обнародование решения было отложено на 72 часа по просьбе военного министра генерала Ивана Маринова, чтобы избежать дезорганизации болгарских войск в Македонии.
В этой ситуации лидер «Союза ратников за прогресс Болгарии» Асен Кантарджиев по телефону пытался убедить командующего 5-й армией в Скопье генерала Кочо Стоянова выступить на Софию, свергнуть правительство и назначить премьер-министром Александра Цанкова. В тот же день в штабе 5-й армии был получен приказ всем оккупационным подразделениям отойти к старым границам — таким образом 5-я армия должна была воспрепятствовать продвижению немцев к старым границам Болгарии. Вечером 5 сентября Советский Союз объявил войну Царству Болгарии.
7 сентября правительство восстановило права запрещённых политических партий в Болгарии, распустило все организации с фашистской и национал-социалистической идеологией и расформировало жандармерию. В тот же день под давлением правительства Богдан Филов вышел в отставку из Регентского совета, который утратил своё политическое значение. Были сняты все ограничения в отношении болгарских евреев. Объявление Советским Союзом войны Болгарии вынудило США и Великобританию прервать мирные переговоры. Болгарскую делегацию в Каире уведомили, что в новых условиях переговоры будут вестись с тремя союзными державами.
Утром 8 сентября Красная армия частями 3-го Украинского фронта и Черноморского флота вступила на территорию и воды Болгарии через её северо-восточные и морские границы и заняла города Варна, Русе, Силистра, Добрич и Бургас Болгарские войска, следуя приказу правительства, не оказали сопротивления, вместо него было обнародовано решение об объявлении войны Германии. Таким образом Болгария оказалась в состоянии войны одновременно с великими державами: США, Великобританией и СССР, с одной стороны, и Германией — с другой.
Советский Союз не ответил на предложение правительства о перемирии, поэтому военный министр Иван Маринов встретился с представителями Военного союза и Отечественного фронта — Димо Казасовым, Кирилом Станчевым, Владимиром Стойчевым, Владимиром Кецкаровым, Георгием Ивановым. Он отправил Кирила Станчева в Панчарево к двум регентам с предложением сформировать правительство Отечественного фронта. Регенты этот вариант отклонили, повторив предложение включить трёх министров от ОФ в кабинет Муравиева. Маринов позвонил регентам и пригласил их к себе в Военное министерство, где в ультимативной форме потребовал смены правительства, но снова получил отказ. Однако переговоры ОФ с Мариновым, имевшие целью мирную смену власти, продолжались до 11 часов утра 8 сентября, когда Добри Терпешев прервал переговоры из-за предстоящего переворота.

## Действия, предшествовавшие перевороту
30 августа 1944 года Болгарская рабочая партия организовала в Софии демонстрацию, которая прошла от здания суда до советского посольства, а затем небольшая группа демонстрантов направилась к немецкому посольству и разбила его окна камнями. В последующие дни прошло ещё несколько подобных демонстраций. 6 сентября объявили забастовку софийские трамвайщики, а на следующий день при разгоне их демонстрации погибли один демонстрант и застреливший его полицейский. Непродолжительные стачки, инициированные коммунистами, состоялись на нескольких софийских промышленных предприятиях — чулочной фабрике, книжной фабрике и других.
5-7 сентября в хаосе, последовавшем за объявлением войны Советским Союзом, вспыхнули беспорядки в разных частях Болгарии. В Варне Отечественный фронт установил контроль над администрацией незадолго до прибытия советских войск. Власть была передана представителям ОФ ещё в нескольких десятках населённых пунктов, но в целом правительство сохраняло контроль даже на оккупированных Советским Союзом территориях вплоть до переворота в Софии. 7 сентября подверглись нападению тюрьмы в Силистре и Плевене, заключённые были освобождены. При разгоне демонстрации шахтёров в Пернике погибли шесть человек. Объявили забастовку рабочие табачной фабрики в Пловдиве, но запланированная демонстрация была предотвращена полицией. 8 сентября забастовки прошли ещё в нескольких городах, таких как Габрово и Асеновград, а в Софии бастующие железнодорожники захватили штаб-квартиру Болгарского рабочего союза.
Несмотря на забастовки, Отечественному фронту не удалось установить контроль над страной. Накануне переворота у коммунистической партии не было значительных ресурсов в столице: около 600 членов партии, 72 участника боевых групп, а с 6 сентября — ещё 20 партизан из Шопского отряда. Из-за слабого отклика на демонстрации пришлось даже отменить запланированный на 8 сентября митинг в Софии.

## Подготовка переворота

### Политическая подготовка
Подготовка к военному перевороту началась сразу после переворота в Румынии. По мнению большинства мемуаристов, сперва переворот был намечен на 2 сентября, хотя некоторые из участников событий, например, Антон Югов, утверждают, что первой датой было 29 августа. Затем срок был перенесён, видимо, на утро 7 сентября, так как через Софию проходила 1-я пехотной Софийской дивизии, которая перебрасывалась с турецкой границы в Югославию. Тогда возникла идея начать переворот в Плевне, где начальником штаба 9-й пехотной Плевенской дивизии был Кирил Киселички, дядя одного из организаторов переворота Петра Илиева, но он отказался сотрудничать. После нескольких бесед с офицерами из других городов БРП сосредоточилась на организации военного переворота в Софии. Однако из-за недостаточной готовности переворот не был осуществлён и 7 сентября .
В тот момент руководители БРП чувствовали, что должны предпринять хоть какие-то важные действия, прежде чем советская оккупация поставит их перед свершившимся фактом. Добри Терпешев вспоминал : 

«До сих пор мы не смогли справиться со своей задачей… Каково <Георгию Димитрову> краснеть перед советскими товарищами, что наша партия оказалась неспособной свергнуть фашистское правительство!… Мы отставали от событий». Оригинальный текст (болг.)Ние до този момент не можахме да си свършим сами работата… Как ли се черви [др. Димитров] пред съветските другари, че нашата партия се оказа некадърна да смъкне фашистката власт… Ние изоставахме от събитията
Окончательное планирование переворота состоялось 7 сентября в доме Кимона Георгиева на собрании узкой группы членов Национального комитета Отечественного фронта. В 10 часов утра на собрании активистов Военного союза Крум Лекарский, Кирил Станчев, Владимир Стойчев, Тодор Тошев, Христо Стойков, Стоян Трендафилов и другие, под председательством Дамяна Велчева, обсуждали координацию действий. На следующее утро Добри Терпешев сообщил о решении на заседании Политбюро БРП. 8 сентября о готовящемся перевороте были также проинформированы партизанские силы Болгарской народно-освободительной армии.
Состав будущего правительства и новые регенты были определены на встрече Кимона Георгиева, Добри Терпешева, Николы Петкова и Дамяна Велчева в доме Георгиева около 16 часов 8 сентября. Было согласовано, что в кабинет министров войдут по 4 представителя от партий БРП, «Звено» и БЗНС-«Пладне», по 2 представителя от БРСДП и 2 независимых члена. Более существенные споры вызвало только назначение министра внутренних дел: Дамян Велчев при поддержке Николы Петкова пытался получить этот пост, но Терпешев отказался его уступить Назначение Кимона Георгиева премьер-министром было предварительно согласовано с Иосифом Сталиным, но точный состав кабинета стал известен в Москве только после переворота.
Ночь переворота организаторы-коммунисты — Добри Терпешев, Антон Югов, Георгий Чанков, Ангел Цанев, Екатерина Аврамова — провели в доме Петра Вранчева на бульваре Евлоги Георгиева, 31, в соседней квартире находились Кимон Георгиев, Дамян Велчев, Никола Петков и Трайчо Доброславский. Другая группа коммунистов, в том числе Димитр Ганев, Цола Драгойчева и Благой Иванов, находились в том же районе в доме Ячо Кабаиванского по адресу улица Ивац-войводы, 10.

### Организационная подготовка
Непосредственную организацию военного переворота возглавили три члена Главного штаба НОВА — Пётр Вранчев, Пётр Илиев и Тодор Тошев, который находился на связи со Стояном Трендафиловым. Среди руководителей заговора Илиев был единственным действующим офицером и одновременно членом БРП. После каждого заседания Высшего военного совета в период со 2 по 7 сентября 1944 года капитан Пётр Илиев информировал главный штаб НОВА о решениях, принятых высшим болгарским военным органом.
В организации переворота участвовало несколько младших офицеров, командовавших небольшими подразделениями в районе Софии. Наиболее важную роль среди них сыграла прожекторная группа ПВО Софии под командованием капитана Димитра Попова, базировавшаяся на Слатинском редуте. В перевороте также участвовали сапёрно-штурмовой батальон 1-го инженерного полка под командованием майора Бориса Матеева, дислоцированная в Панчарево, автомобильная рота этого полка под командованием лейтенанта Димитра Соколова, учебная рота Военного училища под командованием капитана Веселина Вылкова, передвижная зенитная батарея под командованием лейтенанта Владимира Ванкова, дислоцированная в селе Говедарци, и сапёрно-штурмовой батальон Главного командования под командованием майора Александра Димова, дислоцированная в Мало-Бучино. Важную роль сыграли также капитан Димитр Томов и капитан Георгий Стоименов, которые несли службу соответственно в министерстве и в Генеральном штабе в здании Военного министерства .
По мнению некоторых историков, ключевым элементом в успехе переворота была позиция 1-й Софийской пехотной дивизии, крупнейшей воинской части в столице . Кирил Станчев вошёл в контакт с начальником штаба дивизии полковником Райчо Славковым (после переворота — начальником штаба армии), который должен был нейтрализовать командира дивизии полковника Ивана Кефсизова и обеспечить нейтралитет дивизии. Командир 1-го Софийского пехотного полка полковник Цонко Ганев и командующий противовоздушной обороной полковник Величко Величков также обязались не противодействовать перевороту. Пётр Илиев и Пётр Вранчев легко договорились с комендантом полиции Софии Асеном Богдановым и главным инспектором Димитром Чавдаровым, что в ночь с 8-го на 9-е сентября полицейские останутся в своих участках вплоть до особого распоряжения и не будут сообщать о передвижениях воинских частей в столице.
Вечером 8 сентября девять главных заговорщиков — Георгий Стоименов, Пётр Илиев, Борис Гергов, Марко Иванов, Асен Сурдолов, Иван Янчев, Денис Николов, Георги Кацарски и Димитър Томов — открыто собрались в кабинете Георгия Стоименова в Военном министерстве, распределили задачи и назначили время начала переворота на 2 часа ночи. Место дежурного офицера в министерстве занял технический организатор переворота Димитр Томов, подменив сказавшегося больным офицера. Командиры подразделений разъехались по своим частям, к ним присоединились несколько офицеров запаса.

## Переворот

### Переворот в Софии
Согласно предварительному плану, в час ночи 9 сентября капитан Вылков поднял по тревоге Учебную роту Военного училища, которая пешком двинулась к улице Гурко и к двум часам ночи захватила Главпочтамт и Центральный телеграф. На месте было установлено, что Центральный узел связи перемещён в подвал расположенного неподалёку здания Болгарского народного банка, которое также было захвачено, и к пяти минутам третьего заговорщики взяли под контроль городские средства связи.
Сапёрно-штурмовой батальон майора Матеева, выдвинувшись на грузовиках из Панчарево, разместился возле Народного собрания и около 2 часов 10-15 минут ночи установил контроль над улицами вокруг Военного министерства, а затем, не встречая сопротивления, двинулся в сторону Военной комендатуры и штаба Софийского гарнизона на углу улиц Славянской и Раковской.
Три батареи прожекторной группы капитана Попова двинулись пешком от Слатинского редута и прибыли к Военному министерству с опозданием, около 2 часов 15-20 минут, вызвав беспокойство среди находящихся в здании заговорщиков; некоторые из них даже вышли наружу, чтобы разобраться в ситуации. С помощью дежурившего в министерстве капитана Томова солдаты прожекторной группы через чёрный ход вошли в здание и овладели им, не встретив сопротивления. В 2 часа 29 минут Пётр Вранчев, вошедший в министерство вместе с военными, связался с группой на узле связи и сообщил о захвате министерства. Около 3 часов ночи перед зданием расположился ещё один отряд с орудиями из зенитной батареи лейтенанта Ванкова.
В здании министерства в это время находился военный министр Иван Маринов. Тодор Тошев и Стоян Трендафилов, знакомые с Мариновым, разбудили его и стали уговаривать поддержать переворот. Позже прибыл Кирилл Станчев, а затем и другие организаторы переворота — Кимон Георгиев, Дамян Велчев, Добри Терпешев, Антон Югов, Георгий Чанков и Никола Петков. В конечном итоге Маринов поддался на уговоры и отдал соответствующие приказы 1-й пехотной дивизии и Школе офицеров запаса. Около 4 часов ночи в Софию прибыла бронетанковая бригада, двигавшаяся из Нови-Хана в Сливницу и по приказу генерала Маринова на ключевых позициях в центре столицы был развёрнут танковый полк под командованием майора Марина Дикова.
Сапёрно-штурмовой батальон майора Димова присоединился к путчистам с большим опозданием — он появился на Центральном вокзале только утром, и Димов был арестован за невыполнение задания. Между тем, ещё ночью капитан Сурдолов с помощью одного солдата установил контроль над вокзалом. К 4 часам утра основные административные и коммуникационные узлы столицы были взяты под контроль, а политические руководители переворота переместились в Военное министерство.
Незадолго до рассвета в Городском саду рядом с Военным министерством появилась группа партизан и бойцов боевых отрядов БРП. В самом перевороте они участия не принимали, но спустя несколько дней, по прямому указанию Георгия Димитрова, им стали приписывать значительную роль в захвате министерства. В последующие десятилетия пропаганда коммунистического режима всё больше преувеличивала их участие в событиях.
Установив контроль над отдельными зданиями, заговорщики дожидались начала обычных передач «Радио София», чтобы публично объявить о перевороте. В 6:25 новый премьер-министр Кимон Георгиев зачитал по радио заранее подготовленное обращение к болгарскому народу и объявил состав нового кабинета министров. Передача шла из радиобудки в Военном министерстве через временную радиостудию в школе в селе Нови-Хан. Немного позже Георгиев сам отправился в Нови-Хан, где обращение было записано и затем неоднократно транслировалось в течение дня
Затем в Военное министерство из Чамкории доставили регентов князя Кирилла и Николу Михова, которые подписали указ о назначении правительства, а после этого были арестованы. Одним из первых шагов правительства было назначение лояльных офицеров на ключевые должности в армии. Болгарская армия была официально переименована в Болгарскую народную армию, и ещё до конца сентября в ней, среди прочих командных должностей, были созданы должности помощников командиров по политическим вопросам, на которые дополнительно назначались люди, близкие к новой власти, в основном партизаны.

### Захват власти за пределами Софии
Хотя с конца августа партизанские формирования и другие организации БРП получали приказы о «широкомасштабных наступательных действиях» и захвате «всех административных и стратегических центров», у них не было чётких указаний относительно того, когда это произойдёт. Фактически роль сигнала к действию сыграло объявление по радио о перевороте в Софии. Однако даже после него некоторое время царила растерянность: не все знали имена представителей БРП в объявленном составе кабинета министров, а многие просто не верили, что Коммунистическая партия поддержит правительство во главе с Кимоном Георгиевым.
Сразу после объявления по радио многие местные организации БРП начали действовать по заранее подготовленному плану: собирали группы сторонников и захватывали здания мэрий или районных администраций, а в местах с более сильным присутствием – и отделения полиции. Ближе к вечеру 9 сентября и в последующие дни в населённые пункты вошли также вооружённые партизанские формирования. Параллельно были созданы комитеты Отечественного фронта, которые фактически взяли под свой контроль местную администрацию. В течение дня комитеты в отдельных населённых пунктах устанавливали контакты друг с другом для координации своих действий. Установление контроля над администрациями проходило без сопротивления, а местами и при активном сотрудничестве государственных чиновников. Этот процесс продолжался в течение следующих нескольких дней, при этом в города и сёла со слабым влиянием коммунистов были направлены специальные эмиссары.
Армия по всей стране фактически признала новое правительство, оставалась в своих частях и игнорировала перемены в местной администрации. Во многих местах комитеты ОФ стали предъявлять воинским частям требования о содействии в разоружении полиции, о допуске партизан в населённые пункты, о предоставлении оружия и припасов. Порой возникали напряжённые ситуации, но в результате переговоров на месте или в соответствии с указаниями военного командования в течение нескольких дней их удавалось преодолеть.
Случаи открытого сопротивления перевороту были единичными, чаще всего они заключались в отказе пускать посторонних в полицейские участки. В некоторых местах вспыхнули перестрелки, в Дупнице, Кумарице и Юнаците были жертвы. Наиболее серьёзные инциденты произошли в Хасково, где при попытке партизан проникнуть в воинскую часть были убиты командир 2-го армейского артиллерийского полка Велико Маринов, три офицера и коммунист, а также в Долни-Лозене, где командир батареи артиллерийского полка 4-й дивизии лейтенант Георгий Дурвингов не позволил сменить болгарский флаг в муниципалитете и комендатуре на красный, а после нападения вооружённых коммунистов открыл по ним огонь из автомата, убив трёх местных жителей, одного солдата и себя.
Процесс захвата власти на оккупированных территориях был более сложным. Хотя армия признала новое правительство, многие командиры с осторожностью относились к передаче власти местным коммунистам. Так, в Восточной Македонии и Фракии подразделения коммунистической Народно-освободительной армии Греции были допущены в города лишь через несколько дней после переворота под давлением правительства, с этой целью регион специально посетил Добри Терпешев, а в Драме коммунисты взяли власть только 22 сентября. Армия неоднократно укрывала болгарских чиновников и полицейских, которым местные коммунисты угрожали расправой.
В Вардарской Македонии новое правительство вообще не пришло к власти. Болгарская армия и администрация начали вывод войск из региона ещё до переворота, а после него армия покидала регион ещё быстрее и менее организованно. В то же время во многих местах контроль перешёл к немецкой армии, для которой регион имел важное стратегическое значение, обеспечивая связь с Грецией. С другой стороны, активизировалась деятельность югославских партизан.

### Первые меры нового правительства
По приказу военного министра генерала Дамяна Велчева и ставшего генералом Добри Терпешева, НОВА была включена в состав Болгарской армии. Были созданы гвардейские воинские части, названные Болгарской народной гвардией, а в каждой воинской части была создана армейская гвардейская рота, которая выполняла как военно-политические, так и военно-полицейские функции.
Вечером 9 сентября 1944 года делегация в составе Димитра Михалчева, Кирилла Станчева, Димитра Ганева и Райчо Славкова была направлена самолётом в Бухарест для переговоров о перемирии с командующим 3-м Украинским фронтом маршалом Фёдором Толбухиным. В 22:00 Сталин отдал приказ о прекращении советских военных действий против Болгарии. 11 сентября 1944 года в Софии приземлились два советских самолёта с делегацией из Бухареста и представителями штаба 3-го Украинского фронта. Их задачей была подготовка к созданию советских военных баз на территории Болгарии.
Предыдущий премьер-министр Константин Муравиев ушёл в подполье. Члены правительства были арестованы подразделениями болгарской армии. Позднее были схвачены также руководители полиции, жандармерии и некоторых воинских частей. Правительство свергло Регентский совет и назначило регентами профессора Венелина Ганева, Цвятко Бобошевского и Тодора Павлова. Указом новых регентов было распущено XXV-е Народное собрание.
10 сентября 1944 года полиция была расформирована, а вместо неё постановлением Совета Министров № 1 была создана Народная милиция. Критериями назначения на должности в ней были преданность партии, заслуги в установлении «народной власти» и характеристика, подготовленная комитетами ОФ. В Министерстве внутренних дел были сформированы специальные группы для поиска и уничтожения так называемых «врагов народа». 
12 сентября 1944 года правительство приняло постановление об аресте всех министров, занимавших посты в период с 1 января 1941 года по 9 сентября 1944 года, членов большинства в 25-м Национальном собрании, лиц, «приведших страну к катастрофе», и тех, кто «заказывал или совершал убийства, поджоги и пытки».

## Последствия

### Коммунистический террор
За переворотом 9 сентября последовала волна насилия, осуществляемая в основном коммунистическими группами против политических или личных противников. Первый пик насилия пришёлся на конец сентября — начало октября, когда групповые казни десятков людей стали обычным делом. Казнили, как правило, ночью, за пределами городов и сёл. Внесудебные расправы продолжались несколько месяцев, но постепенно были взяты под контроль властей. По разным оценкам, число убитых и пропавших без вести за этот период составляет от 5 до 40 тысяч человек .
С декабря 1944 года массовый террор осуществлялся главным образом через Народный суд, перед которым в качестве обвиняемых предстали более 11 тысяч человек, более 9 тысяч были приговорены, в том числе 2 618 к смертной казни и 1 126 к пожизненному заключению. Среди осуждённых было много видных политиков, общественных деятелей и представителей интеллигенции. 20 декабря был создан ещё один крупный институт коммунистического террора — так называемые трудовые лагеря, куда Министерство внутренних дел отправляло людей без приговора суда.
Террор после переворота 9 сентября сопровождался общим падением общественного порядка — прогулы и кражи на предприятиях стали массовыми. Часто пример подавали бывшие партизаны и местные комитеты Отечественного фронта, совершавшие грабежи и мародёрство. Так, в Неврокопе было совершено крупное ограбление: преступники похитили непродовольственные товары на сумму около 1 миллиона левов, а полицейское расследование установило, что оно было инициировано районным комитетом БРП(к). Особенно тяжёлая ситуация сложилась на Болгарской государственной железной дороге, особенно в Софии, где каждую ночь взламывались и грабились целые вагоны с товарами.

### Война против Германии
После 9 сентября болгарская армия была включена в состав 3-го Украинского фронта. За время участия в наступлении против немецкой армии болгарская армия потеряла 12 587 человек убитыми и множество ранеными, число которых варьируется в зависимости от источников.  Как союзник Германии и участник Тройственного пакта Болгария не получила статуса воюющей страны. Однако победители положительно отнеслись к тому факту, что Болгария объявила войну Германии и участвовала в боевых действиях своими солдатами — например, согласно Парижскому мирному договору Болгария была обязана выплатить не полную сумму репараций, а меньшую сумму. Границы Болгарии остались такими, какими они были на 1 января 1941 года, включая Южную Добруджу, приобретённую в сентябре 1940 года по Крайовскому соглашению.

### Установление тоталитарного режима
Намерения нового правительства восстановить демократический режим и Тырновскую конституцию, объявленные в ночь переворота, так и не были реализованы – следуя официальной советской линии, в течение последующих нескольких лет в стране была создана номинальная демократия, предшествовавшая окончательному установлению тоталитаризма. Сразу после переворота 1944 года некоторые ограничительные законы предыдущего режима действительно были отменены, но правление, нарушающее конституцию, продолжалось, а партии, не входящие в правящую коалицию, не были легализованы. 4 декабря 1947 года вступила в силу так называемая Димитровская конституция, являющаяся высшим законом, регулирующим общественно-политические и экономические отношения, государственное устройство, а также основные права и обязанности граждан Народной Республики Болгарии.

## 9 сентября в Народной республике Болгария
День переворота 9 сентября был объявлен национальным праздником уже через год, в 1945 году. Тогда же был учреждён Орден «9 сентября 1944 года».